# Hans Christian Lyngbye
Hans Christian Lyngby (Aalborg, 29 giugno 1782 – 18 maggio 1837) è stato un botanico e sacerdote danese, specializzato nelle alghe.

## Biografia
Hans Christian Lyngbye nacque ad Aalborg nel 1782. Figlio di un insegnante, Jens Michelsen Lyngbye, frequentò la Scuola di latino ad Aalborg fino al 1802 quando assunse come tutore un sacerdote sull'isola di Vendsyssel.
Studiò sia botanica che teologia e si laureò nel 1812. Successivamente lavorò con il botanico Niels Hofman Bang che risvegliò il suo interesse per le alghe. Vinse un concorso organizzato dall'Università di Copenaghen grazie al quale Hornemann pagò la stampa della sua opera sulle alghe, Tentamen Hydrophytologiæ Danica, pubblicata ne 1819. In essa sono contenute le descrizioni meticolose di 321 specie di alghe marine con oltre 70 illustrazioni, inclusi 7 nuovi genera e 50 nuove specie. Con esso fu resa nota la flora marina in Danimarca, Norvegia, le isole Fær Øer e la Groenlandia.
Visitò le Fær Øer nel 1817 e scrisse un trattato sulle balene pilota e la caccia alla balena. Fu inoltre affascinato dalle antiche favole e ballate locali di cui raccolse un'antologia, al punto di imparare la lingua locale per trascriverle. Una di queste favole è Loka Táttur, un raro ritratto degli dei norreni nel folklore.
Dal 1819 operò come sacerdote, prima presso Gjesing e Nørager, poi sulla costa presso Søborg e Gilleleje. Qui fu in grado di proseguire i suoi studi sulle macroalgae.
Nel 1836, scrisse una dissertazione per una laurea di dottorato ma rimase dimenticata nella tasca della cappa indossata dal messaggero che la doveva recapitare all'Università di Copenhagen e mancò la scadenza.
Morì l'anno successivo. La parte botanica della tesi fu pubblicata nel 1879.
Un genus delle alghe verdi-blu, il Lyngbya, prende nome in suo onore.